# Élections législatives de 1973 en Eure-et-Loir
Les élections législatives françaises de 1973 se déroulent les 4 et 11 mars 1973. Dans le département d'Eure-et-Loir, trois députés sont à élire dans le cadre de trois circonscriptions.

## Élus
| Circonscription | Député sortant    | Parti | Parti | Député élu ou réélu | Parti | Parti         |
| --------------- | ----------------- | ----- | ----- | ------------------- | ----- | ------------- |
| 1re             | Claude Gerbet     |       | RI    | Claude Gerbet       |       | RI            |
| 2e              | Edmond Thorailler |       | UDR   | Maurice Legendre    |       | PS            |
| 3e              | Michel Hoguet     |       | UDR   | Maurice Dousset     |       | Divers droite |

## Résultats

### Résultats à l'échelle du département
| Parti                                   | Parti                                       | Parti                                       | Premier tour | Premier tour | Second tour | Second tour | Sièges |
| Parti                                   | Parti                                       | Parti                                       | Voix         | %            | Voix        | %           | Sièges |
| --------------------------------------- | ------------------------------------------- | ------------------------------------------- | ------------ | ------------ | ----------- | ----------- | ------ |
|                                         |                                             | Parti communiste français                   | 25 525       | 16,40        | 19 760      | 12,71       | 0      |
|                                         | Parti socialiste                            | 23 654                                      | 15,20        | 48 492       | 31,20       | 1           |        |
|                                         | Mouvement des radicaux de gauche            | 7 622                                       | 4,90         | Retrait      | Retrait     | 0           |        |
| Total Union de la gauche                | Total Union de la gauche                    | 56 801                                      | 36,50        | 68 252       | 43,92       | 1           |        |
|                                         |                                             | Républicains indépendants                   | 20 419       | 13,12        | 24 059      | 15,48       | 1      |
|                                         | Union des démocrates pour la République     | 17 925                                      | 11,52        | 26 205       | 16,86       | 0           |        |
|                                         | Divers droite                               | 15 300                                      | 9,83         | 26 468       | 17,03       | 1           |        |
| Total Union des républicains de progrès | Total Union des républicains de progrès     | 53 644                                      | 34,47        | 76 732       | 49,37       | 2           |        |
|                                         |                                             | Parti radical                               | 13 491       | 8,67         | 10 295      | 6,62        | 0      |
|                                         | Centre démocrate                            | 13 361                                      | 8,59         | Retrait      | Retrait     | 0           |        |
| Total Mouvement réformateur             | Total Mouvement réformateur                 | 26 852                                      | 17,25        | 10 295       | 6,62        | 0           |        |
|                                         | Divers gauche                               | Divers gauche                               | 8 729        | 5,61         | 134         | 0,09        | 0      |
|                                         | Centre national des indépendants et paysans | Centre national des indépendants et paysans | 4 362        | 2,80         |             |             | 0      |
|                                         | Lutte ouvrière                              | Lutte ouvrière                              | 2 202        | 1,41         | 0           |             |        |
|                                         | Parti radical                               | Parti radical                               | 2 136        | 1,37         | 0           |             |        |
|                                         | Ligue communiste révolutionnaire            | Ligue communiste révolutionnaire            | 897          | 0,58         | 0           |             |        |
|                                         |                                             |                                             |              |              |             |             |        |
| Inscrits                                | Inscrits                                    | Inscrits                                    | 192 118      | 100,00       | 192 111     | 100,00      | 3      |
| Abstentions                             | Abstentions                                 | Abstentions                                 | 32 305       | 16,82        | 30 875      | 16,07       |        |
| Votants                                 | Votants                                     | Votants                                     | 159 813      | 83,18        | 161 236     | 83,93       |        |
| Blancs et nuls                          | Blancs et nuls                              | Blancs et nuls                              | 4 190        | 2,62         | 5 823       | 3,61        |        |
| Exprimés                                | Exprimés                                    | Exprimés                                    | 155 623      | 97,38        | 155 413     | 96,39       |        |
| Source : Data.gouv.fr                   |                                             |                                             |              |              |             |             |        |

### Résultats par circonscription

#### Première circonscription (Chartres)
| Candidat       | Candidat                    | Parti          | Premier tour | Premier tour | Second tour | Second tour |  |
| Candidat       | Candidat                    | Parti          | Voix         | %            | Voix        | %           |  |
| -------------- | --------------------------- | -------------- | ------------ | ------------ | ----------- | ----------- |  |
|                | Claude Gerbet sortant réélu | RI (URP)       | 20 419       | 37,5         | 24 059      | 43,18       |  |
|                | Michel Castaing             | Rad (MR)       | 13 491       | 24,78        | 10 295      | 18,48       |  |
|                | Georges Lemoine             | PS (UGSD)      | 9 840        | 18,07        | 21 359      | 38,34       |  |
|                | André Essirard              | PCF            | 8 495        | 15,6         | Retrait     | Retrait     |  |
|                | Lucien Lanchon              | LO             | 2 202        | 4,04         |             |             |  |
|                |                             |                |              |              |             |             |  |
| Inscrits       | Inscrits                    | Inscrits       | 66 448       | 100,00       | 66 447      | 100,00      |  |
| Abstentions    | Abstentions                 | Abstentions    | 10 419       | 15,68        | 9 791       | 14,74       |  |
| Votants        | Votants                     | Votants        | 56 029       | 84,32        | 56 656      | 85,26       |  |
| Blancs et nuls | Blancs et nuls              | Blancs et nuls | 1 582        | 2,82         | 943         | 1,66        |  |
| Exprimés       | Exprimés                    | Exprimés       | 54 447       | 97,18        | 55 713      | 98,34       |  |

#### Deuxième circonscription (Dreux)
| Candidat       | Candidat                  | Parti                  | Premier tour | Premier tour | Second tour | Second tour |  |
| Candidat       | Candidat                  | Parti                  | Voix         | %            | Voix        | %           |  |
| -------------- | ------------------------- | ---------------------- | ------------ | ------------ | ----------- | ----------- |  |
|                | Edmond Thorailler sortant | UDR (URP)              | 17 925       | 34,1         | 26 205      | 49,13       |  |
|                | Maurice Legendre élu      | PS (UGSD)              | 13 814       | 26,28        | 27 133      | 50,87       |  |
|                | Georges Juillot           | PCF                    | 8 149        | 15,5         | Retrait     | Retrait     |  |
|                | Gilbert Goujard           | CD (MR)                | 7 168        | 13,64        | Retrait     | Retrait     |  |
|                | Robert Tardif             | CNIP                   | 2 480        | 4,72         |             |             |  |
|                | Alain Moreau-Defarges     | Divers gauche (Radsoc) | 2 136        | 4,06         |             |             |  |
|                | Denis Marx                | LCR                    | 897          | 1,71         |             |             |  |
|                |                           |                        |              |              |             |             |  |
| Inscrits       | Inscrits                  | Inscrits               | 65 138       | 100,00       | 65 148      | 100,00      |  |
| Abstentions    | Abstentions               | Abstentions            | 11 250       | 17,27        | 10 192      | 15,64       |  |
| Votants        | Votants                   | Votants                | 53 888       | 82,73        | 54 956      | 84,36       |  |
| Blancs et nuls | Blancs et nuls            | Blancs et nuls         | 1 319        | 2,45         | 1 618       | 2,94        |  |
| Exprimés       | Exprimés                  | Exprimés               | 52 569       | 97,55        | 53 338      | 97,06       |  |

#### Troisième circonscription (Châteaudun - Nogent-le-Rotrou)
| Candidat       | Candidat            | Parti               | Premier tour | Premier tour | Second tour | Second tour |  |
| Candidat       | Candidat            | Parti               | Voix         | %            | Voix        | %           |  |
| -------------- | ------------------- | ------------------- | ------------ | ------------ | ----------- | ----------- |  |
|                | Maurice Dousset élu | Divers droite (URP) | 15 300       | 31,48        | 26 468      | 57,09       |  |
|                | Maurice Perche      | PCF                 | 8 881        | 18,27        | 19 760      | 42,62       |  |
|                | Robert Huwart       | Divers gauche       | 8 729        | 17,96        | 134         | 0,29        |  |
|                | Philippe Lamirault  | MRG (UGSD)          | 7 622        | 15,68        | Retrait     | Retrait     |  |
|                | Charles Neveu       | CD (MR)             | 6 193        | 12,74        | Retrait     | Retrait     |  |
|                | Pierre Devaux       | CNIP                | 1 882        | 3,87         |             |             |  |
|                |                     |                     |              |              |             |             |  |
| Inscrits       | Inscrits            | Inscrits            | 60 532       | 100,00       | 60 516      | 100,00      |  |
| Abstentions    | Abstentions         | Abstentions         | 10 636       | 17,57        | 10 892      | 18          |  |
| Votants        | Votants             | Votants             | 49 896       | 82,43        | 49 624      | 82          |  |
| Blancs et nuls | Blancs et nuls      | Blancs et nuls      | 1 289        | 2,58         | 3 262       | 6,57        |  |
| Exprimés       | Exprimés            | Exprimés            | 48 607       | 97,42        | 46 362      | 93,43       |  |